# Louis Benoît (père)
Pour les articles homonymes, voir Louis Benoît.
Louis Benoît père (Major Benoît) est un militaire et émailleur né aux Ponts-de-Martel le 31 août 1732 et mort le 22 février 1825 aux Ponts-de-Martel.

## Biographie
À l'égal de ses ancêtres, Louis Benoît occupe d'importantes fonctions publiques dans sa région natale des Ponts-de-Martel. Il est d'abord Capitaine des milices du département des Montagnes puis, dès 1786 et sur décret du roi de Prusse Frédéric II, il est nommé Major. À ce titre, il commande les soldats des districts du Locle et de La Chaux-de-Fonds. C'est sous ce grade militaire que son nom est resté dans l'histoire neuchâteloise. Le Major Benoît est aussi, comme son fils le Capitaine Louis Benoît après lui, justicier et conseiller de la Bourgeoisie de Valangin.
En son temps, Louis Benoît est connu loin à la ronde pour être un émailleur de talent. Son trait de pinceau est assuré et il maîtrise parfaitement le difficile art des séchages et cuissons de l'émail. À la tête d'un petit atelier d'émailleurs et de peintres sur cadrans, il étudie et expérimente afin d'améliorer sa pratique. Ses expériences lui permettent notamment d'améliorer avec succès les procédés de composition des pigments noirs et pourpres,.    
Féru de chasse, le Major Benoît s'illustre particulièrement dans la traque aux loups, pratique encore courante dans le haut du canton de Neuchâtel au XVIIIe siècle. Comme l'a relevé Ernest Hasler, le nom du Major est omniprésent dans les récits de battues. En reconnaissance de son zèle, Louis Benoît est nommé lieutenant de chasse en 1808. La même année, il est désigné membre honoraire de la Société de Vettéravie pour l'avancement des sciences naturelles (Wetterauische Gesellschaft für gesamte Naturkunde). 
Le Major Benoît a laissé à la postérité une quarantaine de très fines aquarelles d'oiseaux peintes d'après les trophées de chasse qui constituaient sa collection. Ces aquarelles se distinguent par la qualité de leurs couleurs et la précision de leurs traits. Ces dernières ponctuent aujourd'hui l'herbier peint dit herbier Benoît réalisé par son fils, Louis Benoît. L'immense collection d'oiseaux empaillés à partir de laquelle ont été réalisés ces dessins est passée de main en main pour intégrer finalement, en 1886, les collections du Musée de zoologie de Lausanne. On connaît aujourd'hui le contenu de cette importante collection, désormais dissolue dans les collections lausannoises, grâce au catalogue dressé par un fils du Major, le Capitaine Henri Benoît.

## Hommages
- Fromage "Major Benoît", fromagerie Les Martels[11]
- Rue Major Benoît, Les Ponts-de-Martel